# Tram STS serie 305-308 e 318-325

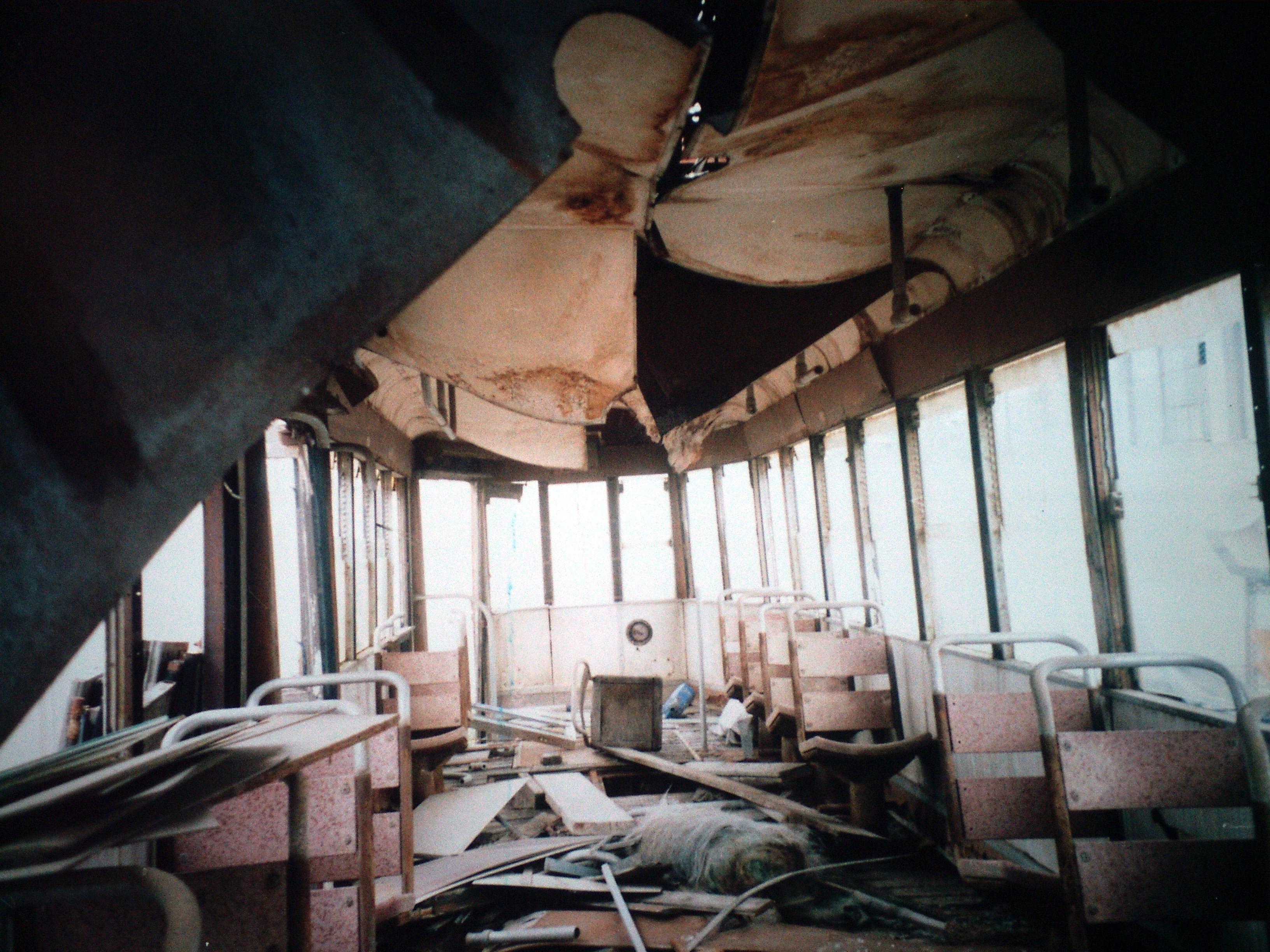
Gli interni della vettura 319

Le vetture tranviarie serie 305 ÷ 308 e 318 ÷ 325 della STS, Società Anonima Tranvie della Sardegna (note anche come "Tallero") sono state motrici tranviarie urbane, in servizio a Cagliari.

## Livrea
Le vetture prestarono servizio a Cagliari in colorazione verde chiaro-verde scuro.

## Unità conservate
Al 2021 nessuna vettura è stata conservata o restaurata, dopo la chiusura della rete tranviaria, avvenuta il 17 novembre 1973, la maggioranza delle vetture sono state demolite fatta ad eccezione della motrice 319 che è stata accantonata nel deposito della CTM in condizioni precarie.